# Barātābād
Barātābād (persiska: برات آباد) är en ort i Iran.   Den ligger i provinsen Khorasan, i den nordöstra delen av landet, 800 km öster om huvudstaden Teheran. Barātābād ligger 1 191 meter över havet och antalet invånare är 197.
Terrängen runt Barātābād är platt norrut, men söderut är den kuperad.Runt Barātābād är det ganska glesbefolkat, med 42 invånare per kvadratkilometer. Närmaste större samhälle är Sefīd Sang, 9,9 km norr om Barātābād. Trakten runt Barātābād består till största delen av jordbruksmark.